# Corey Taylor
Corey Todd Taylor (* 8. prosince, 1973, Des Moines, Iowa, USA) je americký hudebník známý především jako zpěvák a frontman skupin Slipknot a Stone Sour. Jeho přezdívky jsou „The Great Big Mouth“, „Neck“, anebo „Sickness“.
Taylor a Joel Kman založili v roce 1992 kapelu Stone Sour, zkoušeli v Des Moines a pracovali na demo nahrávce. Po několika letech, kdy měla lokální úspěch, se kapela v roce 1997 rozpadla. Roku 1995 byla založena druhá hudební skupina, nazvaná Slipknot, kde je Taylor zpěvákem a frontmanem. Od roku 2000 je skupina Stone Sour obnovena v jiné sestavě členů (z té původní zůstali Taylor a Rand) a Corey Taylor tak v současnosti působí v obou kapelách.

## Dětství a dospívání
Corey Taylor se narodil 8. prosince 1973 v Des Moines ve americkém státu Iowa. Vyrůstal jako dítě svobodné matky ve Waterloo. Z otcovy strany má německé, irské a indiánské předky, z matčiny strany holandské a irské. Když mu bylo šest let, tak se s matkou díval na sci-fi seriál Buck Rogers in the 25th century a předtím běžela ukázka na film Halloween (1978). Tento moment Taylor zmiňuje jako první inspiraci pro skupinu Slipknot. Co se týče hudby, tak do té ho zasvětila jeho babička, když mu ukázala svou sbírku desek Elvise Presleyho. V dětství začal Taylor také poslouchat skupinu Black Sabbath.
Taylor spolu s matkou a sestrou žil na staré polorozpadlé farmě, kterou popisuje, že na podzim vypadala jako stavení z desek Black Sabbath. V 15 letech začal být závislý na drogách a dvakrát se předávkoval kokainem. V té době žil ve Waterloo, ale později se přestěhoval ke své babičce v Des Moines. Ona potom oficiálně převzala jeho výchovu, aby mohl dál chodit do školy a pomáhala mu s nákupem hudebního vybavení. V 18 letech se odstěhoval a žil na různých místech ve státě Iowa. Do Des Moines se ale často vracel. Svého otce Taylor potkal ve svých 30 letech, a nyní se s ním už stýká, ale neschází se moc často.
V pořadu Therapist televizní stanice Viceland Taylor odhalil, že byl v deseti letech obětí sexuálního zneužívání. Útočníkem byl jeho 16letý kamarád. Taylor o tom do svých 18 let nikomu neřekl, bál se že by jemu a jeho matce útočník ublížil - v té době mu to totiž takto řekl.

## Herecká kariéra
4. prosince 2013 se Taylor připojil k hercům v hororovém filmu Fear Clinic. V něm hrál postavu Bauera, jednoho ze zaměstnanců kliniky, který se snaží udržet věci pod kontrolou, když na klinice nastane peklo. V roce 2013 se také objevil ve filmu Bullied. V říjnu 2015 nadaboval zvuky pro postavu The Fischer King v seriálu Pán času, jedná se o díl 255b (S09E04). Taylor se také objevil ve filmu Žraločí tornádo 4 (2016).

## Hudební vlivy
Corey Taylor v roce 2015 řekl hudebnímu magazínu Loudwire, že nebýt skupiny Faith No More, „tak by tu dnes nebyl.“ Když se v mládí zotavoval u babičky z pokusu o sebevraždu, uviděl na MTV předávání cen Video Music Awards 1990, kde bylo vystoupení skupiny Epic. Jejich výkon ho inspiroval k tomu aby znovu začal psát a skládat hudbu. Z dalších skupin Corey Taylor zmiňuje kapelu Pearl Jam, která ho velice ovlivnila a inspirovala jeho hudební tvorbu. Označuje ji jako jednu z největších a nejlepších hudebních skupin, které tu kdy byly. První dvě alba skupiny Slipknot, eponymní Slipknot a následující Iowa obsahují sprostá slova. Mnoho hudebních kritiků upozorňovalo na jejich vulgárnost, proto třetí album Vol. 3 (The Subliminal Verses) už sprostá slova neobsahuje (kromě slova bitch ve skladbě „Duality“ a bastard v mluveném začátku skladby „Pulse of the Maggots“) a nemusí tak mít nálepku s varovaním o necenzurovaných textech. V porovnání s předchozím zpěvákem skupiny Slipknot Andersem Colsefnim, je Taylorův styl označen bývalým bubeníkem Joeym Jordisonem jako „opravdu dobrý melodický zpěv“ Taylorův vokální styl obsahuje melodický zpěv, vrčení, křik a rap. Tím se dostal na 86. příčku žebříčku Top 100 metalových vokalistů všech dob časopisu Hit Parader. Taylorovy dva hlavní hudební projekty mají kontrastní temperament. Skupina Slipknot je zařazena mezi heavy metal, nu metal a alternativní metal. Vyjadřující nálady jako deprese, nepřátelství, hněv, misantropie. Kapela Stone Sour je řazena mezi alternativní metal, vyjadřující nálady bezútěšnosti, temnoty a také vzteku a rebelie.

## Osobní život
Corey Taylor má dceru Angeline, která se narodila v roce 1992, jak je uvedeno v bookletu alba Stone Sour. 17. září 2002 se jemu a jeho tehdejší snoubence Scarlett narodil syn Griffin Parker. Taylor a Scarlett se vzali 11. března 2004, v roce 2007 se rozvedli.13. listopadu 2009 se Taylor znovu oženil a vzal si Stephanii Luby, svatba byla v Palms Hotelu v Las Vegas.Na konci prosince 2017 Corey Taylor oznámil, že se s Luby rozchází a budou žít odděleně. Na začátku dubna 2019 Taylor skrz sociální síť Instagram oznámil, že bude mít zásnuby s Alicí Dove, zakladatelkou hudební skupiny Cherry Bombs. 12. října téhož roku měli svatbu.
V době kdy byl Taylor se Scarlett, tak měl problémy s alkoholem, které mu jeho snoubenka pomohla vyřešit. V roce 2006 řekl Taylor MTV, že chtěl skočit z balkonu, který byl v osmém patře hotelu Hyatt na Sunstet Boulvard, ale Scarlett ho zastavila. Později toto tvrzení odvolal, a v rozhovoru s rádiem Kerrang! uvedl, že to byl vlastně jeho přítel Thom Hazaert, který ho fyzicky zastavil. Scarlett mu pak řekla, že buď bude střízlivý, nebo nechá zrušit jejich manželství. Než začal v lednu 2006 se skupinou Stone Sour nahrávat album Come What (ever) May, tak už přestal pít alkohol.
3. srpna 2009 spolumoderoval předávání hudebních ocenění rádia Kerrang! společně s Scottem Ianem, zpěvákem ze skupiny Anthrax. Následující rok oba opět moderovali tyto ceny a Corey Taylor vyzvedl ocenění za Paula Graye, který zemřel na předávkování morfiiem a fentanylem.
12. července 2011 vydal knihu Seven Deadly Sins: Settling The Argument Between Born Bad And Damaged Good.

## Diskografie
- 1994 Stone Sour Demo Tape 94 (Demo) (Stone Sour)
- 1996 Stone Sour Demo Tape 96 (Demo) (Stone Sour)
- 1998 Crowz (Demo) (Slipknot)
- 1999 Slipknot (Slipknot)
- 2000 Strait Up (Snot)
- 2000 Primitive (Soulfly)
- 2001 Uncivilization (Biohazard)
- 2001 Stone Sour Demo (Demo) (Stone Sour)
- 2001 Iowa (Slipknot)
- 2002 Rise Above: 24 Black Flag Songs (Rollins Band)
- 2002 Stone Sour (Stone Sour)
- 2004 New Found Power (Damageplan)
- 2004 Vol. 3: (The Subliminal Verses) (Slipknot)
- 2005 Roadrunner United (různí interpreti)
- 2005 9.0: Live (Slipknot)
- 2005  III (Facecage) (Corey se podílel jako producent)
- 2006 The very best of SlipKnoT (SlipKnoT)
- 2006 Come What(ever) May (Stone Sour)
- 2007 Worlds Collide (Apocalyptica)
- 2007 Systematic Chaos (Dream Theater)
- 2008 Redemption (Walls of Jericho) (Corey se podílel jako producent)
- 2008 Třetí studiové album (Zeromind)
- 2008 All Hope Is Gone (Slipknot)
- 2009 IV (Facecage) – Producent
- 2009 Feel the Steel (Steel Panther)
- 2010 Audio Secrecy (Stone Sour)
- 2014 .5: The Gray Chapter (Slipknot)
- 2017 Hydrograd (Stone Sour)
- 2019 We Are Not Your Kind (Slipknot)
- 2022 The End, So Far (Slipknot)

## Videografie
- 1999 Welcome To Our Neighborhood (Slipknot)
- 2002 Disasterpieces (Slipknot)
- 2006 Voliminal: Inside the Nine (Slipknot)
- 2011 (sic)nesses (Slipknot)